# Amigny-Rouy

Amigny-Rouy este o comună în departamentul Aisne din nordul Franței. În 1 ianuarie 2022 avea o populație de 710 de locuitori.